# 218 (số)
218 (hai trăm mười tám) là một số tự nhiên ngay sau 217 và ngay trước 219.